# Active-Sund
Der Active-Sund (in Argentinien und Chile Estrecho Active) ist ein im Mittel 3 km breiter Sund, der sich in ostnordöstlicher Richtung vom Antarctic-Sund zwischen der Dundee-Insel und der Joinville-Insel bis zum Firth of Tay an der nordöstlichen Spitze der Antarktischen Halbinsel erstreckt.
Entdeckt wurde er von Thomas Robertson, Schiffsführer des namensgebenden Walfängers Active bei der Dundee Whaling Expedition (1892–1893), der als Erster den Sund befuhr.